# NGC 820
NGC 820 is een spiraalvormig sterrenstelsel in het sterrenbeeld Ram. Het hemelobject werd in 1828 ontdekt door de Britse astronoom John Herschel.

## Synoniemen
- PGC 8165
- UGC 1629
- MCG 2-6-36
- ZWG 438.31
- IRAS02057+1406